# Cephaloxenus
Cephaloxenus è un genere di pesci ossei estinto, appartenente ai peltopleuriformi. Visse nel Triassico medio (Anisico/Ladinico, circa 244 – 240 milioni di anni fa) e i suoi resti fossili sono stati ritrovati in Svizzera e in Italia. 

## Descrizione
Questo pesce era di piccole dimensioni e solitamente non superava i 10 centimetri di lunghezza. Il corpo era fusiforme e piuttosto robusto, ma la caratteristica principale di Cephaloxenus era data dalla testa, particolarmente grande rispetto al corpo e dotata di una volta cranica quasi quadrangolare ricoperta da un'ornamentazione di tubercoli irregolari. Le fauci erano dotate di piccoli denti conici robusti. Il suspensorium era orientato verticalmente, mentre le pinne erano ben sviluppate; in particolare, le pinne pettorali erano estremamente allungate, mentre quella dorsale e quella anale erano poste molto vicino alla coda. Oltre alle tipiche scaglie vagamente romboidali, era presente una fila di scaglie molto alte lungo i fianchi, che si assottigliavano mano a mano che ci si avvicinava alla regione caudale.

## Classificazione
Il genere Cephaloxenus venne descritto per la prima volta da Brough nel 1939, sulla base di un singolo esemplare fossile ritrovato nel famoso giacimento di Besano. La specie tipo è Cephaloxenus macropterus; successivamente, nel 1992, è stata descritta una seconda specie, C. squamiserratus, dotata di scaglie seghettate posteriormente. 
Cephaloxenus è un rappresentante dei peltopleuriformi, un gruppo di pesci ossei di piccole dimensioni tipici del Triassico, caratterizzati da scaglie alte lungo i fianchi. Altri peltopleuriformi molto noti sono Peltopleurus e Peripeltopleurus.

## Paleoecologia
Cephaloxenus era un piccolo pesce che probabilmente si cibava di piccoli animali dal guscio duro; non è chiaro se le grandi pinne pettorali avessero un'importante funzione di locomozione (magari simile a quella di un altro pesce triassico, Thoracopterus) o fossero più importanti come organi di display.